# Heterophleps confusella
Heterophleps confusella är en fjärilsart som beskrevs av Embrik Strand 1920. Heterophleps confusella ingår i släktet Heterophleps och familjen mätare. Inga underarter finns listade i Catalogue of Life.